# Marte, dio della guerra
Marte, dio della guerra è un film del 1962, diretto da Marcello Baldi.

## Trama
Il dio Marte, che ha partecipato a una guerra, resta sulla Terra perché si è innamorato di una fanciulla.